# Composite Video
Composite Video(ˈkɔmpozɪt ˈviːdeo, ˈkɒm.pə.zɪt ˈvɪdɪəʊ oder ˈkɑːmpəzɪt ˈvɪdioʊ, auch kəmˈpɑːzət oder ˈkɔmpəzɪt) ist der international gebräuchliche englische Begriff für das im deutschen Sprachraum „FBAS“ (bei fehlender Farbinformation „BAS“) genannte analoge Verfahren zur Übertragung eines Bildkanals, vergleichbar einem einzelnen Fernsehkanal ohne Ton.
Bei composite video wird die gesamte Bildinformation über eine Leitung übertragen, was zu einer vergleichsweise schlechten Bildqualität führt. Besser sind die Verfahren S-Video mit zwei Kanälen oder Component Video mit drei oder mehr Kanälen.
Das bei Composite Video verwendete Bildformat kann PAL, SECAM oder NTSC sein, aufgrund der Entstehungsgeschichte also stets ein analoges Fernsehsignal in normaler Auflösung (SD) und niemals ein HDTV-Signal.

## Anschlüsse

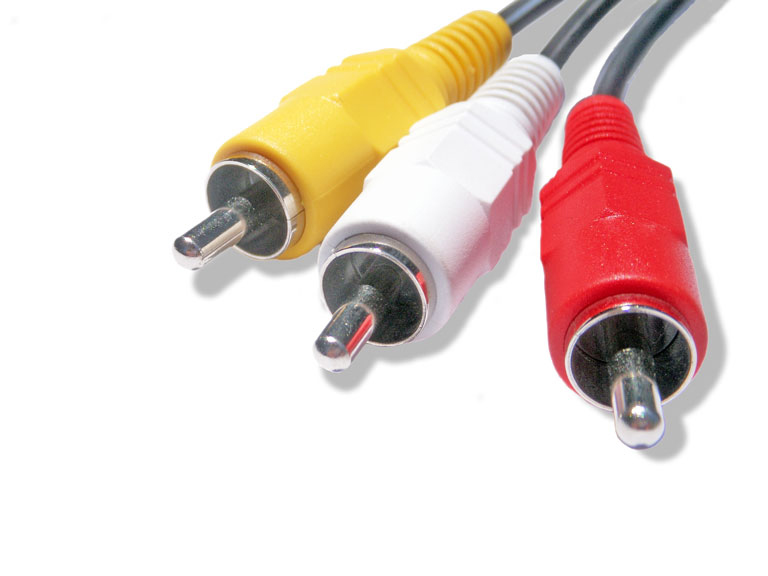
Cinchstecker für Videoverbindungen (gelb) mit zusätzlichen Audiosteckern, rot und weiß für den rechten bzw. linken Kanal eines Stereo-Analogsignals

In den USA wird bereits seit längerem FBAS typischerweise über einen gelben Cinch-Stecker übertragen, meist kombiniert mit einem weißen (bzw. schwarzen) und einem roten Cinch-Stecker für linkes und rechtes Stereo-Tonsignal. Seit den 1980er und 1990er Jahren wird auch in Europa für viele an den Fernseher anzuschließende Peripheriegeräte (Camcorder, Spielekonsolen, Ein- und Ausgänge von TV-Karten, Eingänge am Videorekorder) Cinch verwendet.

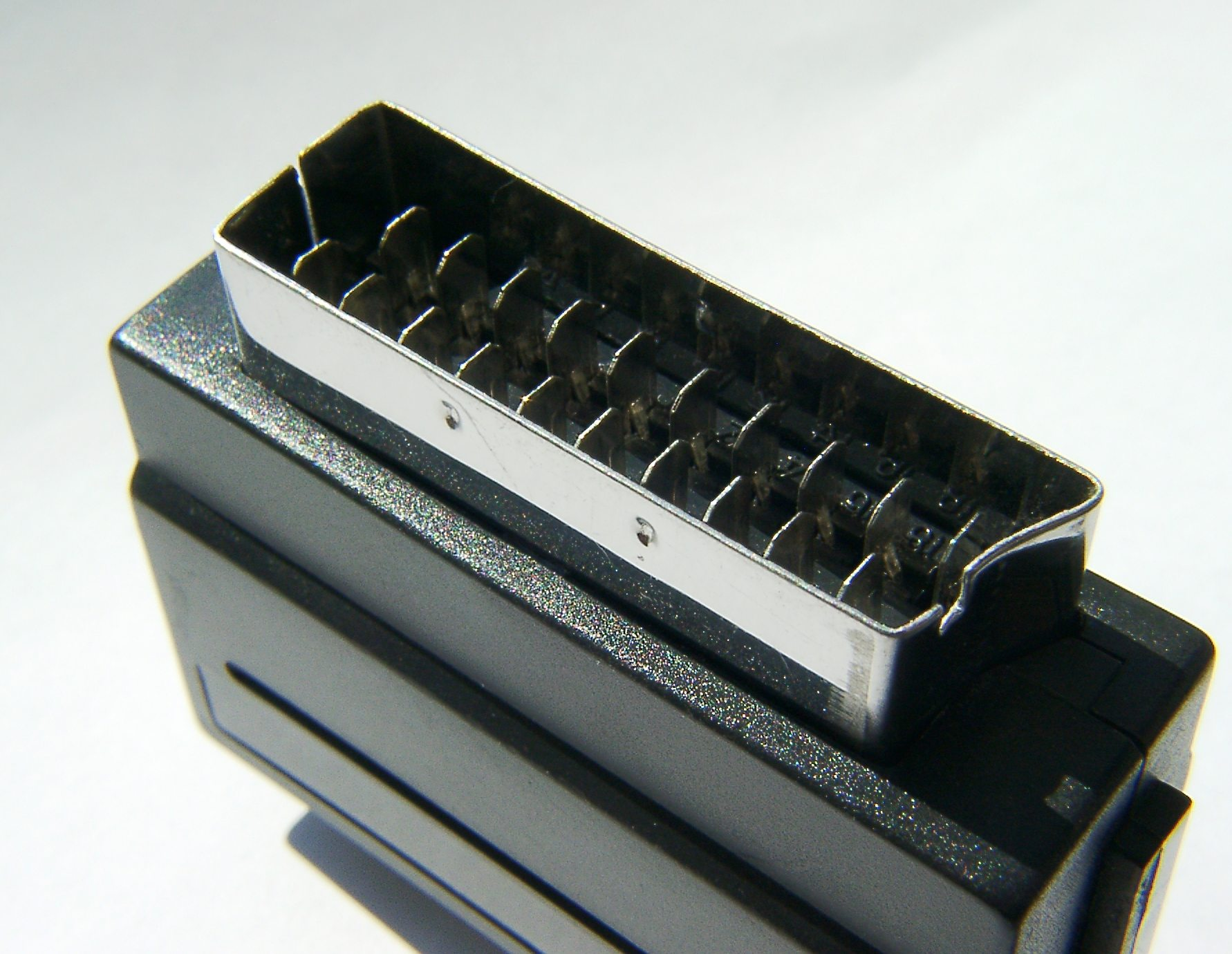
SCART-Stecker

1978 wurde SCART von Frankreich ausgehend in Europa und von Europa beeinflussten Märkten eingeführt. Über SCART wird direkt FBAS, oft zusammen mit RGB oder später auch S-Video, übertragen; das Zielgerät kann dann je nach seinen Fähigkeiten das Signal auswählen, mit dem es zurechtkommt. Der SCART-Anschluss ist nur in Europa verbreitet.

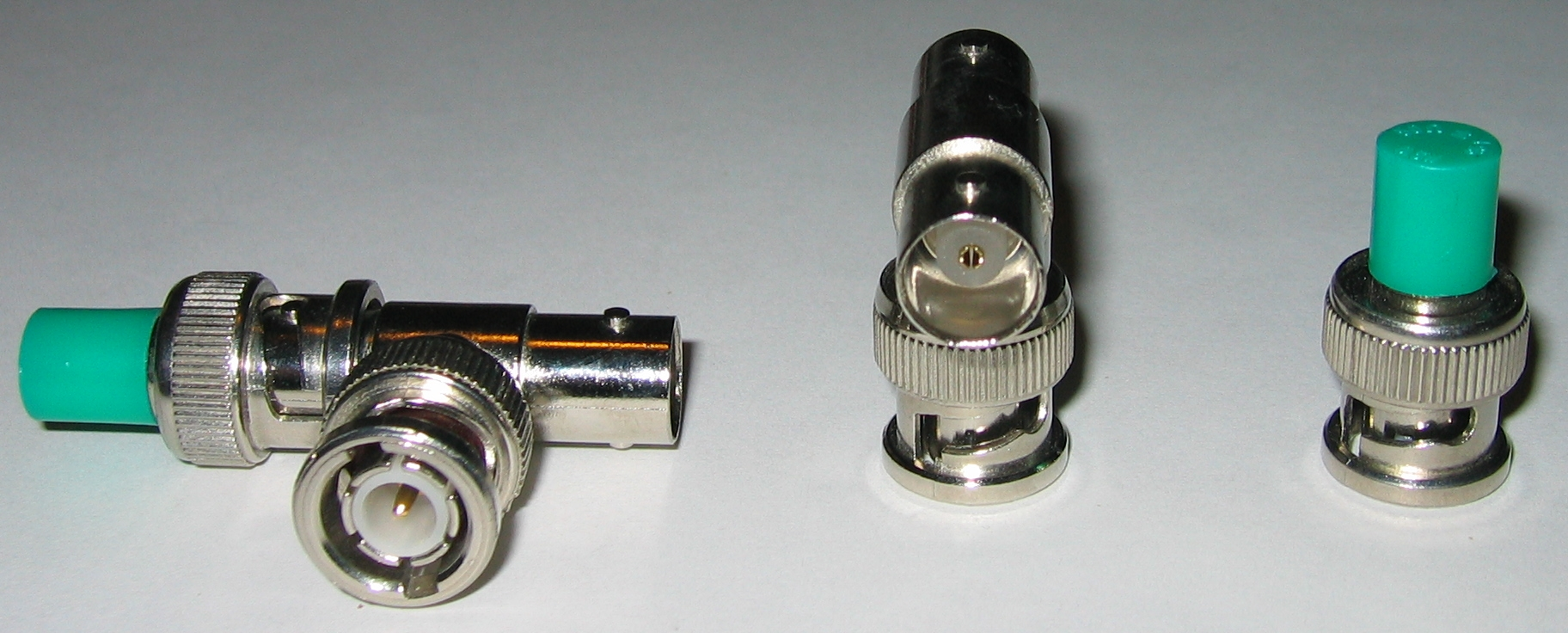
BNC-Stecker (hier Ethernet)

Im Umfeld von Produktionsunternehmen, Rundfunk- und Fernsehanstalten kommen heute zum überwiegenden Teil BNC-Verbindungen mit 75 Ω Impedanz für FBAS zum Einsatz. Gründe dafür sind die höherwertige mechanische Ausführung, bessere EMV-Schirmung und der Verriegelungsmechanismus von BNC gegenüber Cinch sowie die generellen Systemnachteile von Cinch.

## Vergleich mit HF-Modulation
Etliche Geräte, die sich mit dem Fernseher verbinden lassen, beispielsweise viele Spielkonsolen und fast alle Videorekorder, geben zunächst ein FBAS-Signal mit einem Pegel von 1 Vss aus. Wenn der Fernseher keinen passenden Eingang anbietet, sondern nur eine klassische Antennenbuchse, muss dieses Signal zusammen mit dem Tonsignal mittels eines HF-Modulators umgesetzt werden. Der HF-Modulator wird bei Konsolen gern außerhalb des Gerätes gelassen. Videorekorder und ähnliche Geräte müssen bereits HF-Signale in ihrem Tuner umsetzen, weshalb die Modulatoren dort fast immer intern vorhanden sind. Auch die meisten Heimcomputer der 1980er Jahre enthielten einen internen Modulator, weil damals nur wenige Fernseher SCART- oder Videobuchsen anboten und daher fast alle Nutzer einen Modulator benötigten.
Für die Bild- und vor allem Tonqualität ist es besser, den Umweg über die HF zu vermeiden. Die meisten aktuellen Video- und Fernsehgeräte haben geeignete Anschlüsse.
Die Übertragung von FBAS bedeutet, dass Bild- und Farbsignale frequenzmäßig zusammengesetzt sind. Am besten ist deren getrennte Übertragung, entweder als YUV- oder als RGB-Signal. YUV ist auch für analoge HDTV-Signale definiert. Die Verwendung einer S-Video-Verbindung liegt qualitativ dazwischen.